# Olympische Sommerspiele 1908/Leichtathletik – Standhochsprung (Männer)
Der Standhochsprung der Männer bei den Olympischen Spielen 1908 in London wurde am 23. Juli 1908 im White City Stadium entschieden. Am Vormittag des gleichen Tages fand eine Qualifikation statt, aus der sich vier Springer für den Wettkampf qualifizierten.
Seine neunte und letzte Goldmedaille gewann der Standsprungspezialist Ray Ewry aus den Vereinigten Staaten. Er siegte vor seinem Landsmann John Biller und dem Griechen Konstantinos Tsiklitiras, die beide gleichauf Zweiter wurden und jeweils eine Silbermedaille erhielten.

## Rekorde
Die Leichtathletik-Weltrekorde waren damals noch inoffiziell.
| Weltrekord und olympischer Rekord | 1,655 m | USA | Ray Ewry | Finale OS Paris (FRA), 16. Juli 1900 |

In diesem Wettbewerb gab es bei den Spielen 1908 keine Rekordverbesserungen oder -einstellungen.

## Ergebnisse

### Qualifikation
Die Qualifikation wurde in vier zeitlich gestaffelten Gruppen ausgetragen. Die Ergebnisse dieser Gruppen wurden zusammengefasst. Somit qualifizierten sich schließlich alle Springer, die 1,50 m überquert hatten, für den Endkampf. Die im Vorkampf erzielten Resultate gingen allerdings in die Gesamtwertung mit ein.

#### Gruppe A
| Athlet                   | Land           | Höhe (m) |
| ------------------------ | -------------- | -------- |
| Konstantinos Tsiklitiras | Griechenland   | 1,55     |
| Platt Adams              | USA            | 1,47     |
| Léon Dupont              | Belgien        | 1,42     |
| Alfred Flaxman           | Großbritannien | k. A.    |

#### Gruppe B
| Athlet            | Land           | Höhe (m) |
| ----------------- | -------------- | -------- |
| Ray Ewry          | USA            | 1,55     |
| John Biller       | USA            | 1,50     |
| Walter Henderson  | Großbritannien | 1,42     |
| Wilhelm Blystad   | Norwegen       | 1,42     |
| Martin Sheridan   | USA            | 1,37     |
| Lancelot Stafford | Großbritannien | 1,32     |
| Ludwig Uettwiller | Deutschland    | 1,32     |

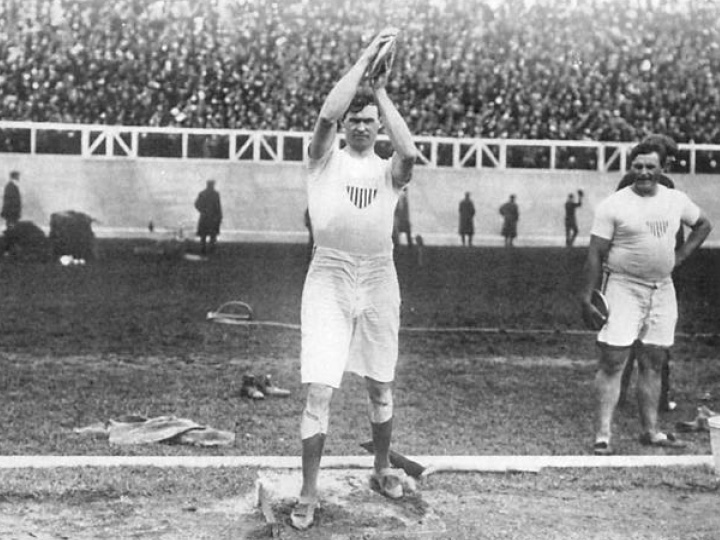
Für Martin Sheridan, den Diskuswurf-Olympiasieger von 1904 und 1908, reichte es mit 1,37 m nur zu einer hinteren Platzierung

Ludwig Uettwiller ist auf Sports-Reference sowie in der unten genannten Literatur von
zur Megede verzeichnet, fehlt aber in der ebenfalls unten aufgeführten Literatur von Kluge.

#### Gruppe C
| Athlet          | Land         | Höhe (m) |
| --------------- | ------------ | -------- |
| Frank Holmes    | USA          | 1,52     |
| Frank Irons     | USA          | 1,42     |
| Arthur Mallwitz | Deutschland  | 1,42     |
| Ernest Hutcheon | Australasien | k. A.    |
| George Barber   | Kanada       | k. A.    |

#### Gruppe D

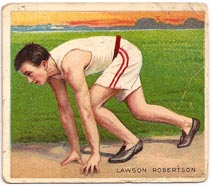
Lawson Robertson, 1904 Olympiadritter im Standhochsprung, landete im geschlagenen Feld
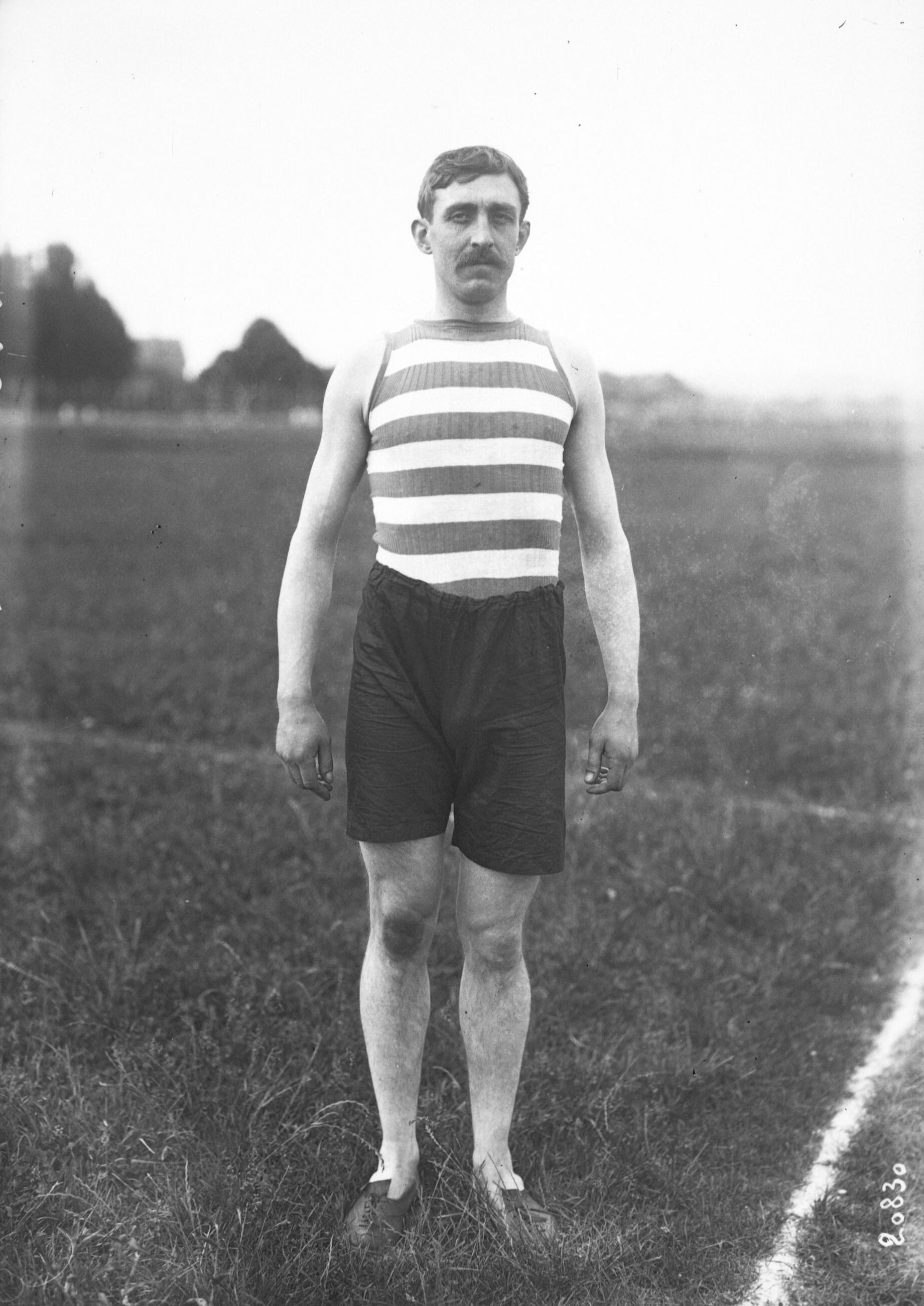
Henri Jardin blieb mit einer Höhe unter 1,40 m chancenlos

| Athlet           | Land       | Höhe (m) |
| ---------------- | ---------- | -------- |
| Alfred Motté     | Frankreich | 1,42     |
| Allan Bengtsson  | Schweden   | 1,40     |
| Lawson Robertson | USA        | k. A.    |
| Henri Jardin     | Frankreich | k. A.    |

#### Weitere Springer
Bei Kluge und zur Megede werden noch weitere Springer aufgeführt, die auf
„Sports-Reference“ in der Angabe zu den Vorkämpfen fehlen, dann allerdings in
der Übersicht des Gesamtresultats aufgelistet sind. Der in der Tabelle unten
letztgenannte Karl Fryksdahl ist bei zur Megede ohne Höhenangabe verzeichnet.
| Athlet         | Land       | Höhe (m) |
| -------------- | ---------- | -------- |
| Géo André      | Frankreich | 1,47     |
| Svend Langkjær | Dänemark   | 1,42     |
| Karl Fryksdahl | Schweden   | 1,40     |

### Finale und Endergebnis der besten Dreizehn
| Platz | Athlet                   | Land           | Höhe (m) |
| ----- | ------------------------ | -------------- | -------- |
| 1     | Ray Ewry                 | USA            | 1,57     |
| 2     | John Biller              | USA            | 1,55     |
| 2     | Konstantinos Tsiklitiras | Griechenland   | 1,55     |
| 4     | Frank Holmes             | USA            | 1,52     |
| 5     | Platt Adams              | USA            | 1,47     |
| 5     | Géo André                | Frankreich     | 1,47     |
| 5     | Alfred Motté             | Frankreich     | 1,47     |
| 8     | Léon Dupont              | Belgien        | 1,42     |
| 8     | Walter Henderson         | Großbritannien | 1,42     |
| 8     | Wilhelm Blystad          | Norwegen       | 1,42     |
| 8     | Frank Irons              | USA            | 1,42     |
| 8     | Arthur Mallwitz          | Deutschland    | 1,42     |
| 8     | Svend Langkjær           | Dänemark       | 1,42     |

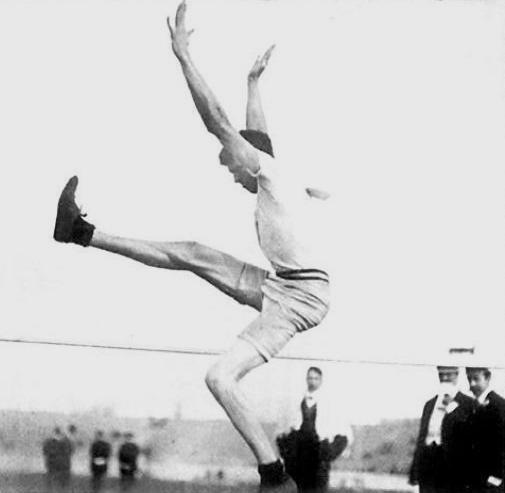
Der achtfache Olympiasieger Ray Ewry

Mit diesem Wettbewerb schloss der US-Amerikaner Ray Ewry seine äußerst erfolgreiche olympische Karriere als Spezialist für alle Standsprungwettbewerbe ab und gewann seine insgesamt achte Goldmedaille, die er bei drei Olympischen Spielen seit 1900 errungen hatte. Auch in London hatte er zuvor schon im Standweitsprung triumphiert und damit sämtliche Standsprungkonkurrenzen, die bisher jemals bei Olympischen Spielen ausgetragen worden waren, für sich entschieden. In seiner Jugend war er von Kinderlähmung betroffen, war auf einen Rollstuhl angewiesen und hatte zur Überwindung dieser Erkrankung seine Beinmuskulatur trainiert, was schließlich mit zu seinen großen Erfolgen beitrug.
Den zweiten Platz teilten sich, nur um zwei Zentimeter von Ewry bezwungen, der US-Amerikaner John Biller und der Grieche Konstantinos Tsiklitiras, der auch im Standweitsprung zuvor schon Silber gewonnen hatte. Biller war dort Vierter geworden. Der viertplatzierte Holmes, hier wie bei Sports-Reference mit dem Vornamen Frank aufgeführt, wird bei zur Megede mit dem Vornamen Leroy bezeichnet. Geteilter Fünfter wurde der US-Amerikaner Platt Adams, der vier Jahre später in Stockholm diese Disziplin gewinnen sollte. Mit ihm zusammen belegten zwei Franzosen diesen Rang, darunter der junge Géo André, der noch eine lange Sportlerkarriere vor sich hatte und hier zwei Tage zuvor Silbermedaillengewinner im Hochsprung geworden war.

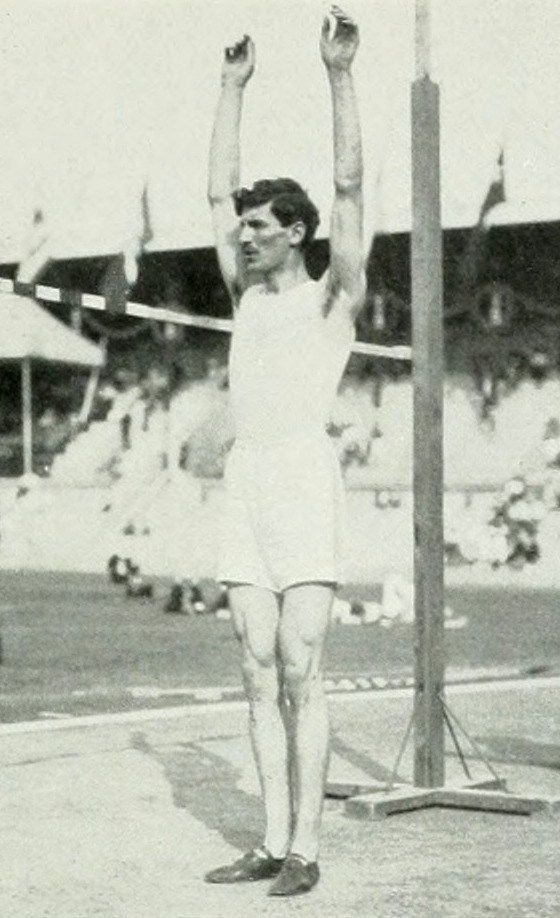
Der Olympiazweite Konstantinos Tsiklitiras, auch Zweiter des Standweitsprungs
Der Olympiafünfte Platt Adams, vier Jahre später Olympiasieger in dieser Disziplin
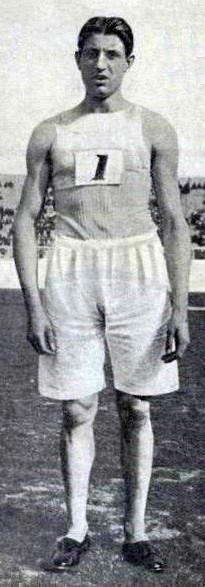
Géo André, unter anderem Olympiazweiter im Hochsprung, belegte den geteilten fünften Rang
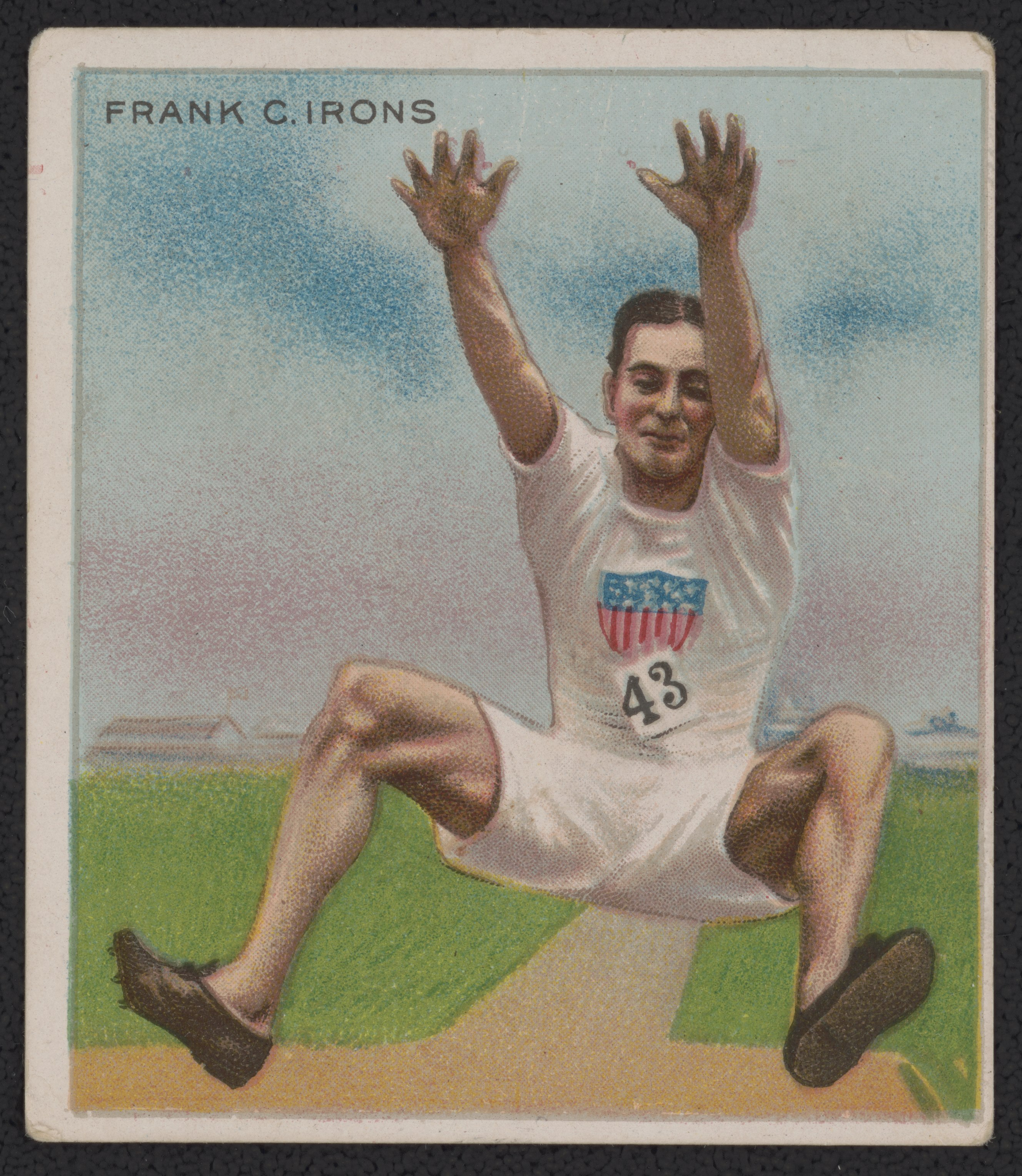
Weitsprungolympiasieger Frank Irons wurde gemeinsam mit anderen Athleten Olympiaachter